# Amateurfunkklasse
Die Amateurfunkklasse (auch: Lizenzklasse, Zeugnisklasse oder Amateurfunkzeugnisklasse; in Österreich auch: Bewilligungsklasse; in der Schweiz auch: Amateurfunkkonzession) bestimmt den Umfang der Berechtigung zur Teilnahme am Amateurfunkdienst.
Je nach Land existieren Klassen mit unterschiedlichen Bezeichnungen und teilweise unterschiedlichen Berechtigungen. Seit Jahren wird angestrebt, diese Klassen international zu harmonisieren und gegenseitig anzuerkennen, was beispielsweise im Rahmen der CEPT zum großen Teil bereits erreicht wurde. So gibt es die internationale CEPT-Lizenz als höchste Klasse und die CEPT-Novice-Lizenz unmittelbar darunter.

## Deutschland

### Drei Klassen: A, E und N

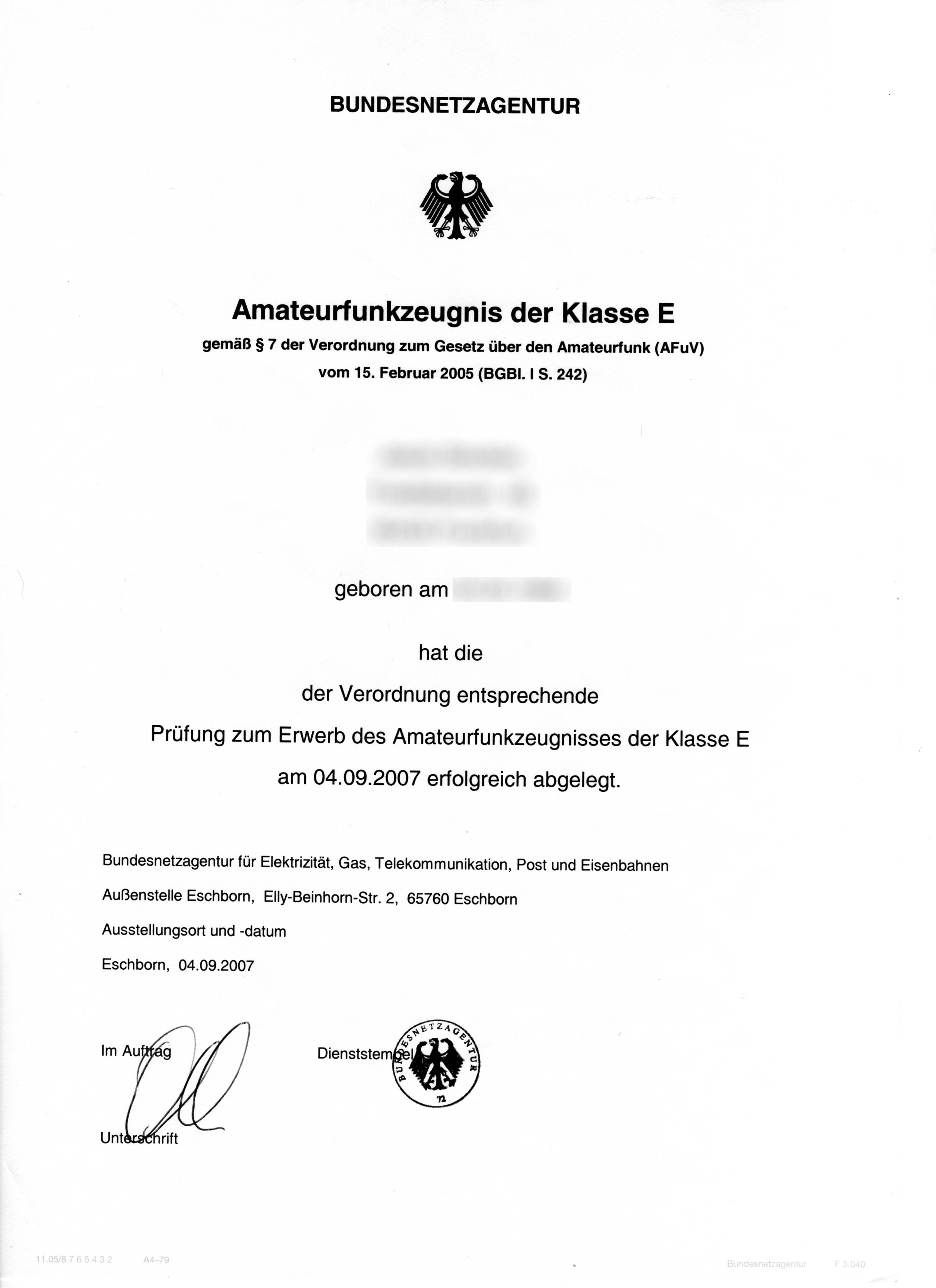
Amateurfunkzeugnis für die Klasse E (2007)

In Deutschland gibt es mit Wirkung vom 24. Juni 2024 drei Lizenzklassen, und zwar A, E und N. Dabei ist die Klasse A die höchste und die Klasse N die niedrigste. Merkhilfe: Die Klasse N für „Neueinsteiger“, die Klasse E als „Erweiterte Klasse“ und die Klasse A für „Alle zugeteilten Frequenzen“.
Die jeweilige Klasse wird im Amateurfunkzeugnis (amtlich: „Amateurfunkprüfungsbescheinigung“) festgehalten (Bild), das seinerseits Voraussetzung für die Erteilung einer Zulassung zur Teilnahme am Amateurfunkdienst sowie für die Zuteilung eines Amateurfunkrufzeichens ist. Sie wird von der Bundesnetzagentur (BNetzA) nach bestandener fachlicher Prüfung
für Funkamateure vergeben.
Die drei Klassen bauen aufeinander auf, was den „Aufstieg“ von der „Einsteigerklasse N“ zur Klasse E und zur Klasse A erleichtert, da dazu bereits bestandene Prüfungsteile nicht erneut abgelegt werden müssen, sondern eine Zusatzprüfung („Modul“) genügt. Die unterschiedlichen Prüfungen beziehungsweise Prüfungsteile, die zum Erwerb der Lizenz abzulegen sind, spiegeln in ihrem Schwierigkeitsgrad den Umfang der Berechtigung zum Senden wider. Allen drei Klassen gemeinsam sind die Prüfungsteile  „Vorschriften“ und „Betriebliche Kenntnisse“. Der Unterschied besteht im Umfang des Prüfungsteils „Technik“, der für die Klasse N deutlich einfacher ist als für die Klasse E oder die Klasse A (siehe auch: Videolernplattform 50Ohm).
Die Prüfung zur Klasse N umfasst 25 Fragen zu den Vorschriften (Prüfungsteil V), 25 Fragen zum Betrieb (Prüfungsteil B) und 25 Fragen zur Technik (Prüfungsteil T). Die Zusatzprüfung zur Klasse E enthält 25 weitere Fragen zur Technik (Prüfungsteil E). Darüber hinaus umfasst die Zusatzprüfung zur Klasse A weitere 25 Fragen zur Technik (Prüfungsteil A). Für jeden Prüfungsteil stehen jeweils 45 Minuten zur Verfügung (Ausnahme: 60 Minuten für Prüfungsteil A). Der Erwerb der Klasse A kann auch am selben Tag geschehen und setzt nicht den vorherigen Erwerb einer niedrigeren Klasse voraus.
Die Klassen der Amateurfunkzeugnisse folgen den international harmonisierten Empfehlungen. Die Klasse A entspricht der internationalen CEPT-Lizenz und die Klasse E entspricht der CEPT-Novice-Lizenz.

### Präfixe und Berechtigungen

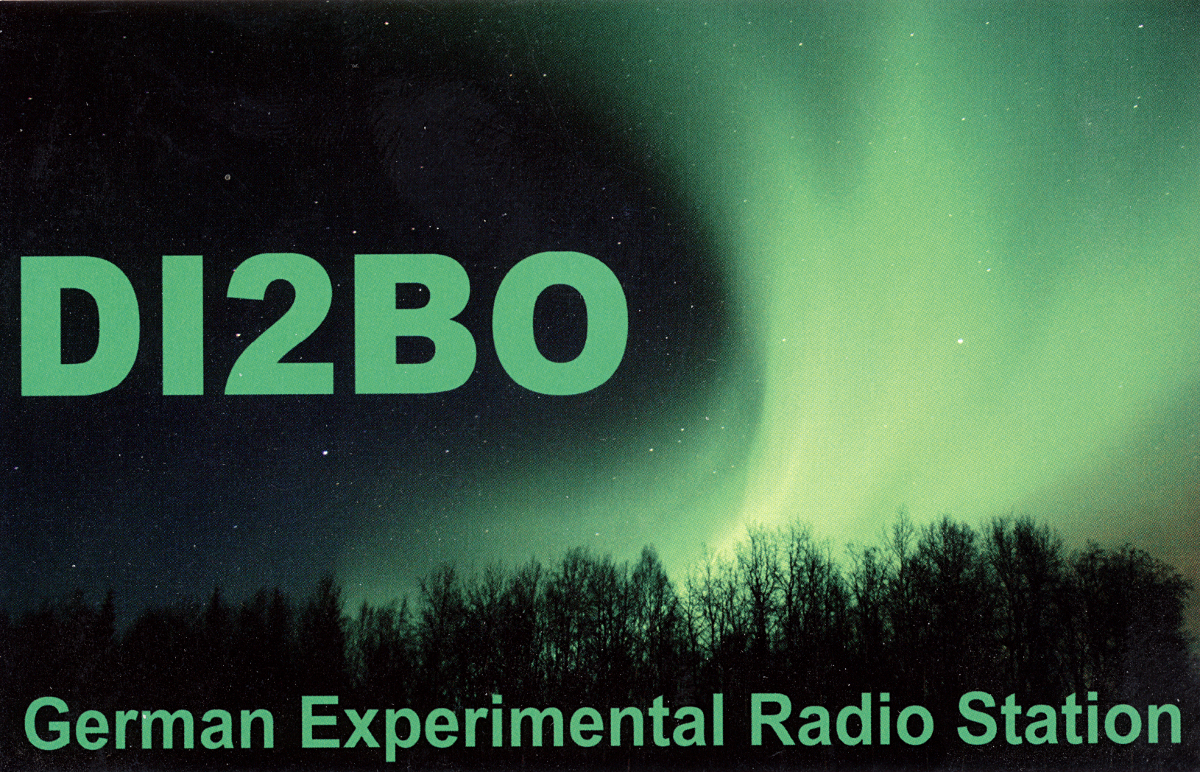
Eine „exotische“ QSL-Karte von 2006. Heute wird das Präfix DI nicht mehr erteilt.

Bei Erteilung eines personengebundenen Rufzeichens in Deutschland (siehe auch: Geschichte der Amateurfunkrufzeichen in Deutschland) wird die jeweilige Klasse anhand des zweiten Buchstabens (nach dem obligatorischen D an erster Stelle) des Präfixes („Landeskenner“) deutlich und kann daran erkannt werden. Für die Klasse N lautet das Präfix DN (wobei hier stets die Ziffer 9 folgen soll). Für die Klasse E ist es DO und für die Klasse A ist es eins der Präfixe DB, DC, DD, DF, DG, DH, DJ, DK, DL oder DM.
Das Präfix DA ist ein Sonderfall. Nur gut hundert Amateure beziehungsweise Klubstationen besitzen es, wobei bei Inhabern der Klasse A hier als Numeral die Ziffer 1 oder 2 folgt und bei der Klasse E die Ziffer 6. Das DE-Kennzeichen ist für Empfangsamateure reserviert und kann nicht an Funkamateure vergeben werden (siehe auch: Kurzwellenhörer im DARC). Das Präfix DI wird inzwischen überhaupt nicht mehr erteilt, nachdem es früher für besondere experimentelle Amateurfunkstellen vergeben wurde (Bild). Das Präfix DP ist für exterritoriale Stationen reserviert. Dazu gehören auch Klubstationen, Relaisfunkstellen, Funkbaken und Funkstellen für besondere experimentelle Studien aller drei Klassen (DPØ und DP1 für Klasse A, DP2 für Klasse E, DP8 für Klasse N). Beispiele sind DPØISS für die ISS, DPØPOL für das Forschungsschiff Polarstern oder DP1POL für die Neumayer-Station III in der Antarktis. Die Präfixe DQ und DR sind für Klubstationen reserviert.
Während die Klasse A zum Sendebetrieb („Funken“) auf allen Amateurfunkbändern mit einer maximalen Sendeleistung von 750 W berechtigt ist, sind es bei der Klasse E nur maximal 100 W und eine eingeschränkte Anzahl der Bänder. Funkamateuren der Klasse N ist Betrieb nur auf dem 10-Meter-Band, dem 2-Meter-Band und dem 70-Zentimeter-Band bei einer Leistung von maximal 10 W (ERP beziehungsweise EIRP) erlaubt.
Die folgende Tabelle gibt einen groben Überblick. Zu Details siehe auch: Amateurfunkrufzeichen in Deutschland, Frequenzbereiche in Deutschland sowie Vorschriften unter Weblinks.
| Klasse | Präfix | Fragen | Leistung | Bänder |
| A      | DB–DM  | 125    | 750 W    | alle   |
| E      | DO     | 100    | 100 W    | viele  |
| N      | DN     | 75     | 10 W     | drei   |

## Österreich

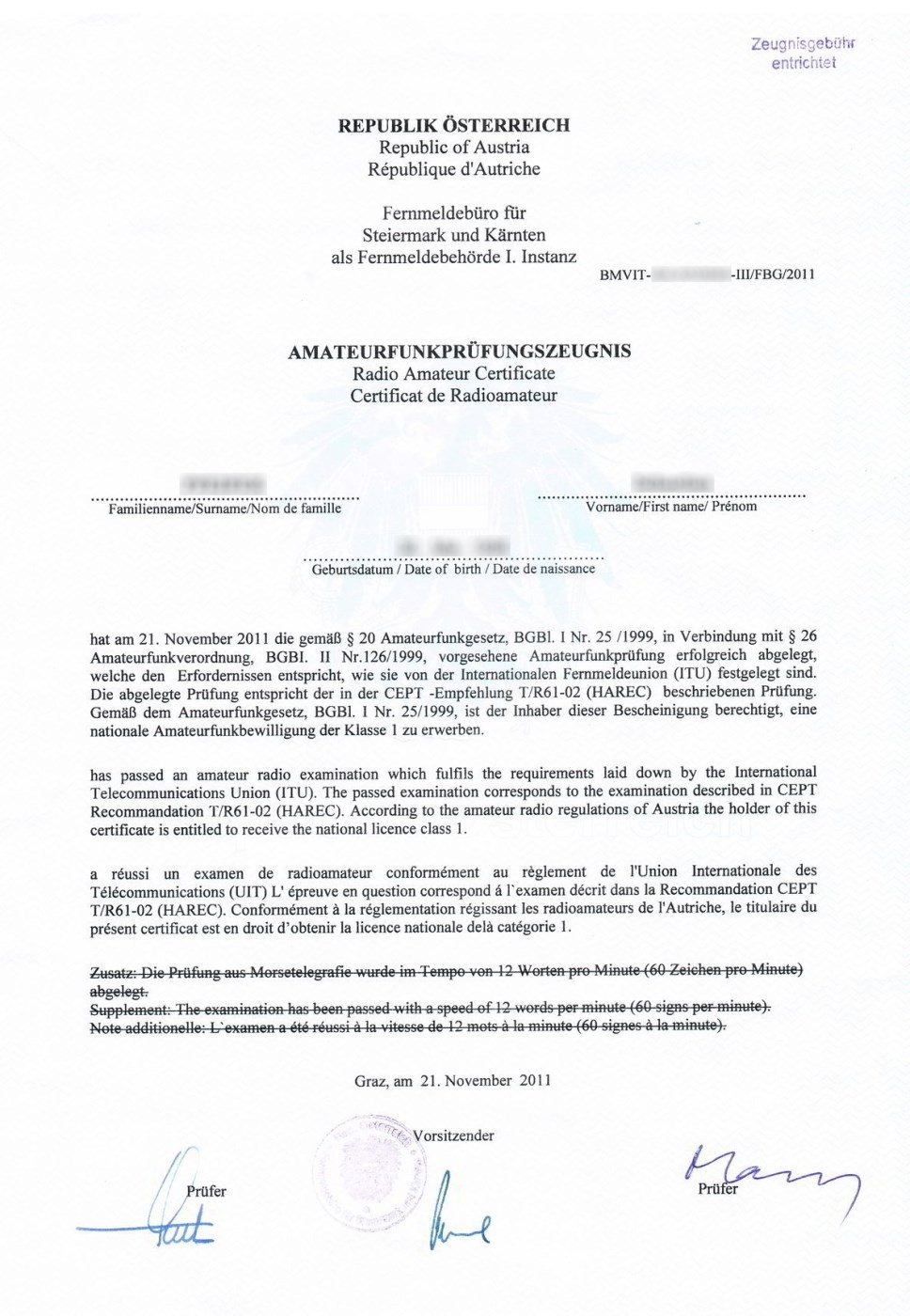
Österreichisches Amateurfunkprüfungszeugnis der obersten Bewilligungsklasse 1, entsprechend der CEPT-Lizenz

Auch in Österreich gibt es drei Amateurfunkklassen, die als Bewilligungsklassen bezeichnet werden (siehe auch: Amateurfunkzeugnis in Österreich).
- Bewilligungsklasse 1: Sie entspricht der CEPT-Lizenz und erlaubt Sendebetrieb mit allen zulässigen Betriebsarten auf sämtlichen Amateurfunkbändern. Seit 2023 besteht die Möglichkeit, in gekennzeichneten Frequenzbändern die Leistungsstufe „High Power“ mit einer maximalen Sendeleistung von 1000 W auf Antrag zu verwenden.[11] Zuvor waren es maximal 400 W. Die Amateurfunkbewilligung der Klasse 1 erlaubt auch die Änderung (Modifikation) und den Selbstbau von Amateurfunksendeanlagen.
- Bewilligungsklasse 4: Sie entspricht der CEPT-Novice-Lizenz und eröffnet die Möglichkeit die Kurzwellenbänder 160 m, 80 m, 15 m und 10 m sowie im UKW-Bereich das 2‑m- (144–146 MHz) und das 70‑cm‑Band (430–440 MHz) bei maximal 100 W zu nutzen. Es dürfen nur kommerziell gefertigte und unmodifizierte Amateurfunksender verwendet werden. Die Lizenz ist in allen Ländern gültig, die ebenfalls eine CEPT-Novice-Lizenz haben.
- Bewilligungsklasse 3: Sie stellt die nationale „Einsteiger“-Lizenzklasse dar und gestattet den Betrieb nur innerhalb des 2‑m- und des 70‑cm‑Bandes. Auch hier beträgt die maximale Sendeleistung 100 W. Es dürfen nur kommerziell gefertigte und unmodifizierte Geräte verwendet werden. Die Lizenz ist nur in Österreich gültig.

Zu weiteren Details siehe auch: Frequenzbereiche in Österreich.

## Polen
In Polen gibt es zwei Grundkategorien, die zur Teilnahme am Amateurfunkdienst berechtigen. Die Genehmigungskategorie hängt ab von dem vom Antragsteller vorgelegten Amateurfunkzeugnis (siehe auch: Amateurfunkzeugnis in Polen).
- Kategorie 1: Die Funkgenehmigung der Kategorie 1 ermöglicht den Betrieb mit maximal 500 W Sendeleistung und allen zulässigen Betriebs- und Sendearten auf allen in Polen für den Amateurfunkdienst zugelassenen Frequenzbändern. Sie entspricht somit der CEPT-Lizenz.

- Kategorie 3: Die Funkgenehmigung der Kategorie 3 ermöglicht den Betrieb mit maximal 100 W Sendeleistung und allen zulässigen Betriebs- und Sendearten auf den folgenden Frequenzbändern: 1810–2000 kHz, 3500–3800 kHz, 7000–7200 kHz, 14000–14350 kHz, 21000–21450 kHz, 28000–29700 kHz, 144–146 MHz, 430–440 MHz und 10–10,5 GHz.

Die Gültigkeitsdauer der Genehmigungen für die genannten beiden Kategorien ist jeweils 10 Jahre. Darüber hinaus gibt es noch die Kategorie 5, die den Inhaber berechtigt, eine automatische Funkstation zu betreiben. Ferner wird als Zusatzgenehmigung zur Kategorie 1 die Kategorie T erteilt. Sie ist höchstens ein Jahr gültig und gestattet eine maximale Sendeleistung von bis zu 1500 W.

## Schweiz
In der Schweiz spricht man von Amateurfunkkonzessionen oder Lizenzen. Es gibt zwei unterschiedliche, die anhand der Ziffer (9 oder 3) hinter dem obligatorischen Landeskenner „HB“ für die Schweiz erkannt werden können.
- Kurzwellen-Lizenz („HB9-Lizenz“): Sie erlaubt den Sendebetrieb auf allen in der Schweiz zugelassenen Amateurfunkbändern mit „großer“ Leistung bis zu 1000 W (siehe auch: Frequenzbereiche in der Schweiz) auch mit selbst gebauten oder modifizierten Funkgeräten. Sie entspricht der CEPT-Lizenz.

- Einsteiger-Lizenz („HB3-Lizenz“): Sie gestattet die Verwendung von Amateurfunkgeräten aus kommerzieller Produktion, die jedoch nicht modifiziert werden dürfen. Die maximale Sendeleistung beträgt 50 W für die beiden UKW-Frequenzbänder (144–146 MHz und 430–440 MHz). Ferner ist Sendebetrieb mit maximal 100 W auf den Kurzwellen-Bändern 160 m, 80 m, 15 m und 10 m erlaubt. Diese Lizenz entspricht der CEPT-Novice-Lizenz.

Prüfungen in der Schweiz können beim Bundesamt für Kommunikation (BAKOM) abgelegt werden. Die Prüfungsfragen erstrecken sich über die Bereiche Technik, Vorschriften, Aufbau und Betrieb der Funkstation. Lehrgänge zur Prüfungsvorbereitung bietet die Union Schweizerischer Kurzwellen-Amateure (USKA) an.

## Vereinigte Staaten von Amerika

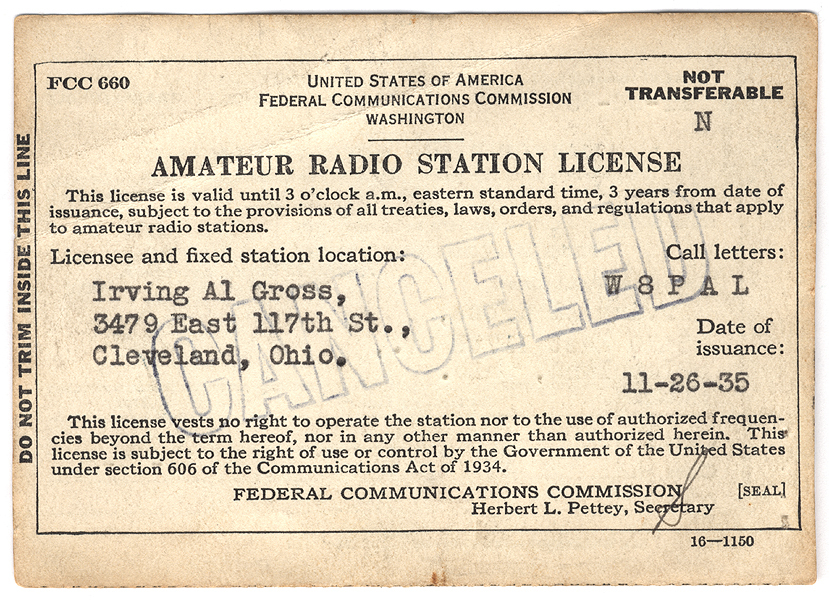
Historische US-Amateurfunklizenz

In den USA sind mit Stand 2024 für die Neuausstellung drei verschiedene Amateurfunkklassen vorgesehen:
- Die höchste Amateurfunkklasse stellt die englisch Amateur Extra Class dar. Sie erlaubt den Betrieb auf allen US-Amateurfunkbändern.

- Die allgemeine Klasse, englisch General Class genannt, erlaubt den Betrieb auf über 80 % der Amateurfunkbänder. Einzelne Frequenzbereiche, welche insbesondere für den Fernverkehr genutzt werden, sind jedoch ausgenommen. Sie wird verliehen, wenn der Bewerber eine schriftliche Single-Choice-Prüfung mit 35 Fragen erfolgreich bestanden hat.

- Die Einstiegsklasse, englisch Technician Class bezeichnet, erlaubt den Betrieb oberhalb von 30 MHz. Die Funkbänder unterhalb von 30 MHz sind eingeschränkt. Die Prüfung umfasst auch hier 35 Fragen.

Zur Absolvierung einer höheren Klasse werden die niedrigeren Klassen als bestanden vorausgesetzt. Wenn ein Bewerber die Amateur Extra Class erreichen will, muss er zunächst die Technician Class bestehen, gefolgt von einem positiven Abschluss der General Class, um dann die Amateur Extra Class zu bestehen.
Neben den drei oben erwähnten Amateurfunkklassen existieren noch weitere (alte) Klassen. Diese werden als englisch Grandfathered License Classes bezeichnet, was einen Bestandschutz ausdrückt. Diese historischen Klassen können nicht mehr neu erworben werden. Beispiele sind die im Jahr 2000 aufgelassenen englisch Novice Class und englisch Advanced Class, welche mit kleinen Unterschieden mit den unteren beiden aktuellen Klassen grob vergleichbar sind, und unter anderem auch Prüfungsteile über den Morsecode umfassten.
Amateurfunkzeugnisse, welche die jeweilige Klasse bestätigen, werden in den Vereinigten Staaten von der Federal Communications Commission (FCC) zeitlich befristet auf 10 Jahre ausgestellt. Sie können auf Antrag verlängert werden. Anfang 2015 beendete die FCC die Ausstellung von Amateurfunkzeugnissen auf Papier. Seit diesem Datum werden die Zeugnisse nach bestandener Prüfung nur noch elektronisch als PDF-Datei verteilt und die Übermittlung erfolgt statt einer Briefsendung per E-Mail. Die Gültigkeit der Zeugnisse kann online in der öffentlichen Datenbank der FCC überprüft werden.
Die Amateurfunkrufzeichen in den USA umfassen je nach Amateurfunkklasse zwischen vier und sechs Zeichen, wobei das Präfix AA–AL, K, N oder W ist.